# Vogt, Ravensburg
Vogt là một đô thị ở huyện Ravensburg ở bang Baden-Württemberg thuộc nước Đức. Đô thị này có diện tích 22.31km², dân số thời điểm 31 tháng 12 năm 2020 là 4,668 người.

## Địa lý
Vogt nằm giữa Wangen im Allgäu và Ravensburg ngay rìa đông nam của Rừng Altdorf.

## Lịch sử
Khu vực đô thị ngày nay đã có người sinh sống sớm nhất từ Thời đại đồ đá mới.  
Từ cuối thế kỷ thứ 5, người Frank cai trị khu vực này.
Vào thời kỳ Staufer, khu vực này đã rơi vào tay Áo.
Năm 1810, khu vực này thuộc về Vương quốc Württemberg. Năm 1826, khu vực được sát nhập vào đô thị mới Vogt.
Trong cuộc cải cách quận dưới thời Đức Quốc xã ở Württemberg, Vogt đến quận Ravensburg vào năm 1938. Năm 1945, Vogt trở thành một phần của vùng chiếm đóng của Pháp và do đó đến với bang Württemberg-Hohenzollern mới thành lập, bang này được sáp nhập vào bang Baden-Württemberg vào năm 1952.

## Các tôn giáo
Giống như các khu vực xung quanh, tôn giáo chính của Vogt là Công giáo La Mã, nhưng cũng có một cộng đồng Tin lành lớn, tích cực

## Kinh tế và cơ sở hạ tầng

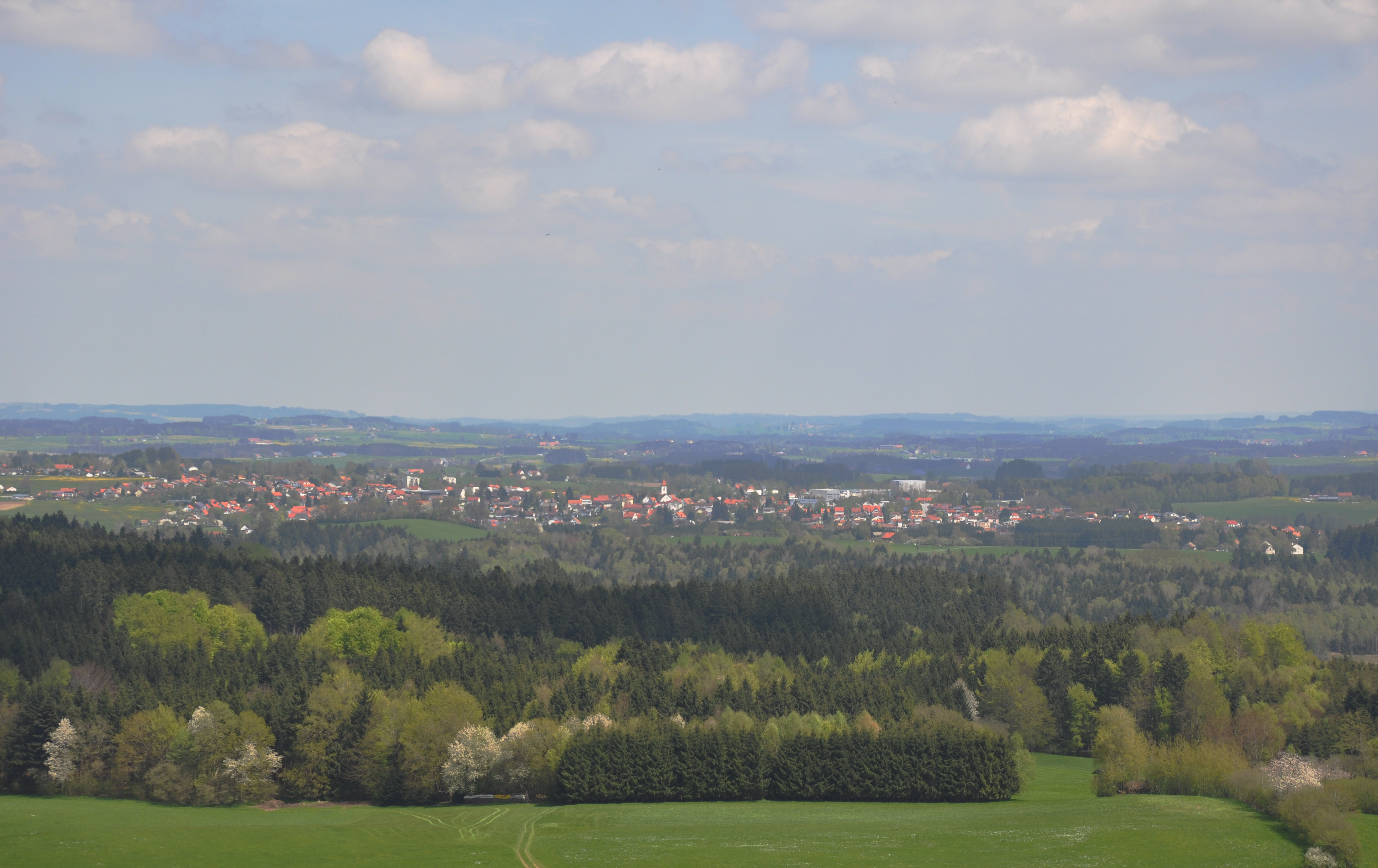

### Giao thông
Đô thị được phục vụ bởi một số tuyến xe buýt đến Ravensburg, đến Schlier, đến Wangen im Allgäu.

### Giáo dục
Vogt có ba trường mẫu giáo, một trường tiểu học và một chi nhánh của trường cộng đồng Waldburg-Vogt.

## Văn hóa
Swabian-Alemannic Fasnet là một lễ hội hóa trang được tổ chức tại Vogt. 

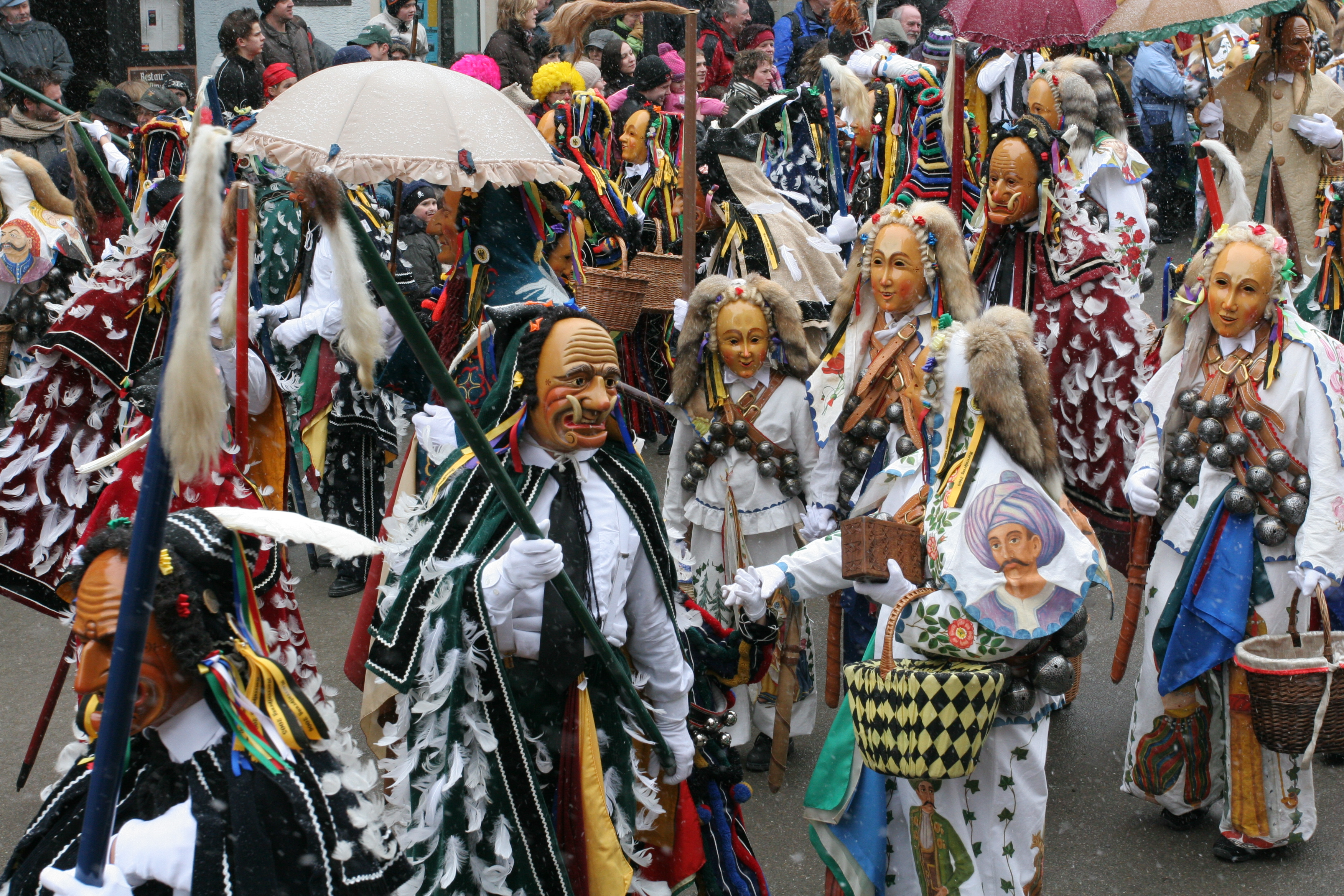
Lễ hội hóa trang Swabian-Alemannic Fasnet